# Bimotor
Um bimotor é uma aeronave dotada de dois motores.
De modo geral, as aeronaves bimotoras são mais caras, complexas e complicadas de operar e de manter que as aeronaves monomotoras. No entanto, as aeronaves bimotoras oferecem mais flexibilidade para viagens noturnas e para sobrevoar regiões inóspitas e remotas (como florestas e desertos, por exemplo) com mais segurança e tranquilidade, pois no caso de falha de um dos motores a unidade remanescente de propulsão pode manter o voo até uma parada de emergência mais próxima.
Por outro lado, é consenso dentro do meio aeronáutico de que é um equívoco acreditar que o avião bimotor é sempre mais seguro que o avião monomotor em todas as situações, pois o arrasto aerodinâmico provocado pelo motor e hélice ou palhetas inoperantes poderá desestabilizar perigosamente a aeronave bimotora, caso o piloto não esteja adequadamente treinado para embandeirar a hélice e fazer os ajustes de leme necessários para reverter a assimetria gerada na situação de emergência.
No caso da aeronave possuir dois motores turbofans, pode-se chamá-la também de birreator.

## Galeria

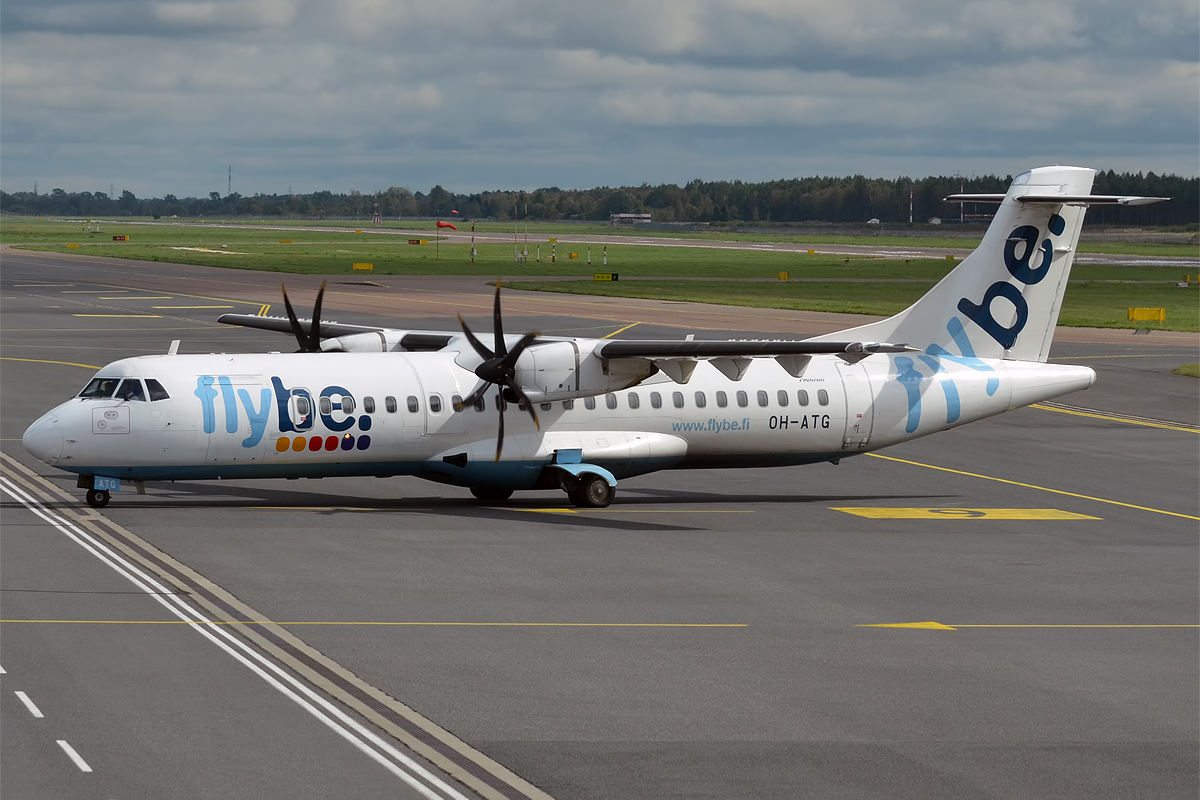
ATR 72
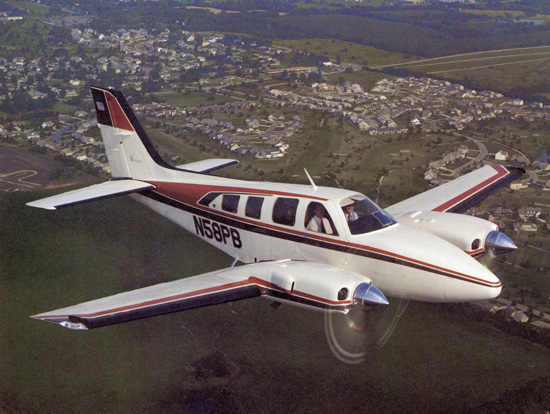
Beechcraft Baron.
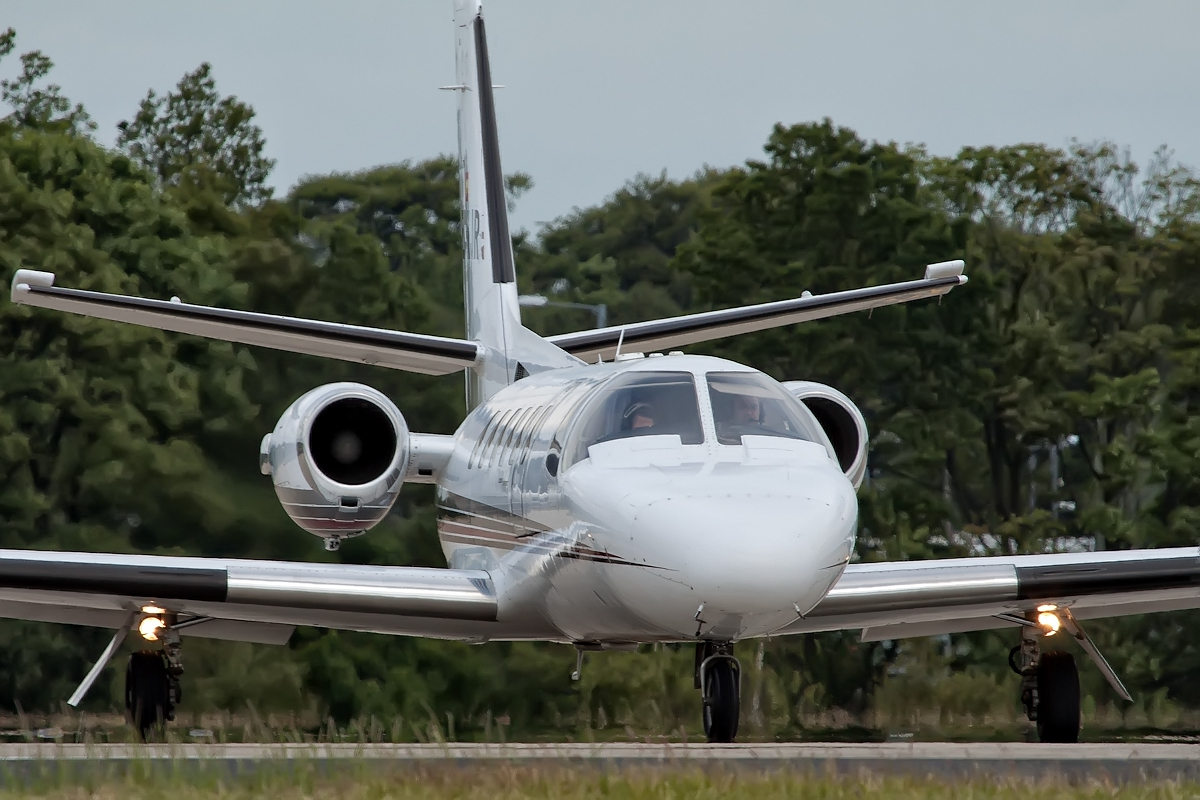
Cessna Citation.
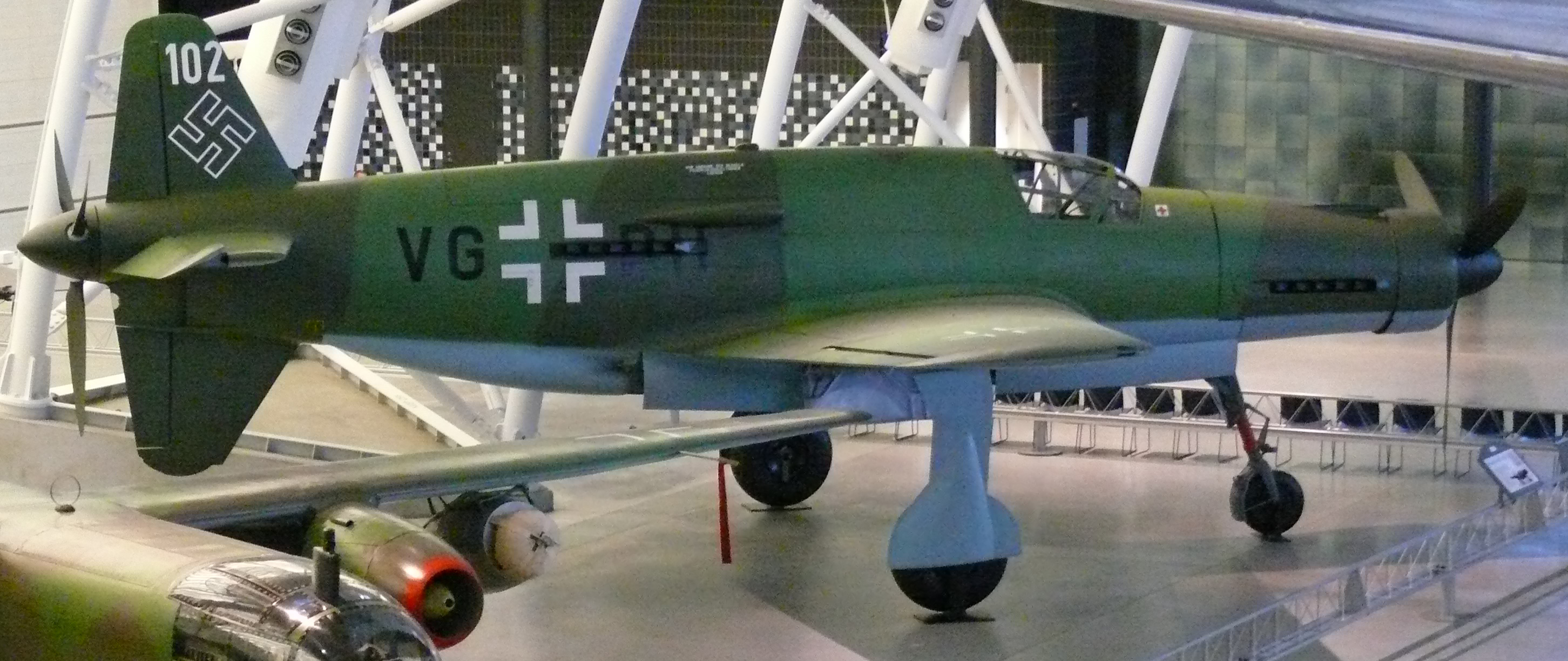
Dornier Do 335...
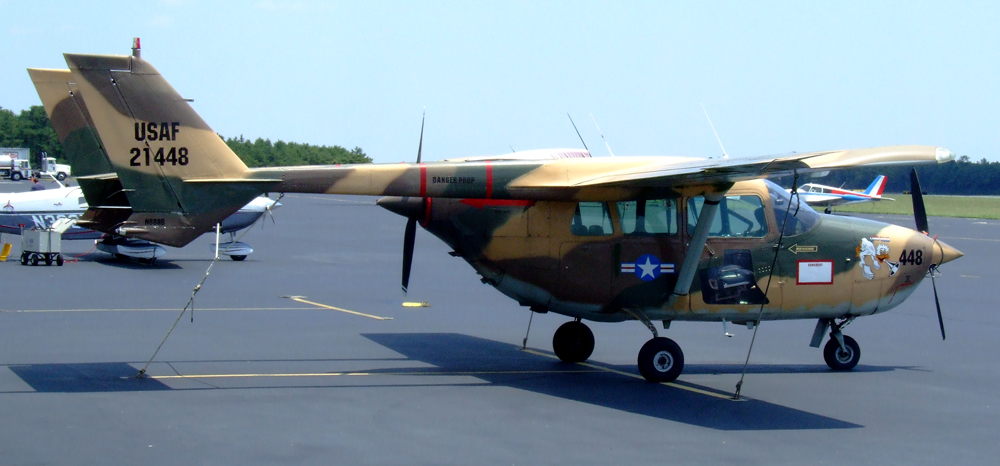
... e Cessna Skymaster (ambos com motores em configuração "puxa-empurra.")
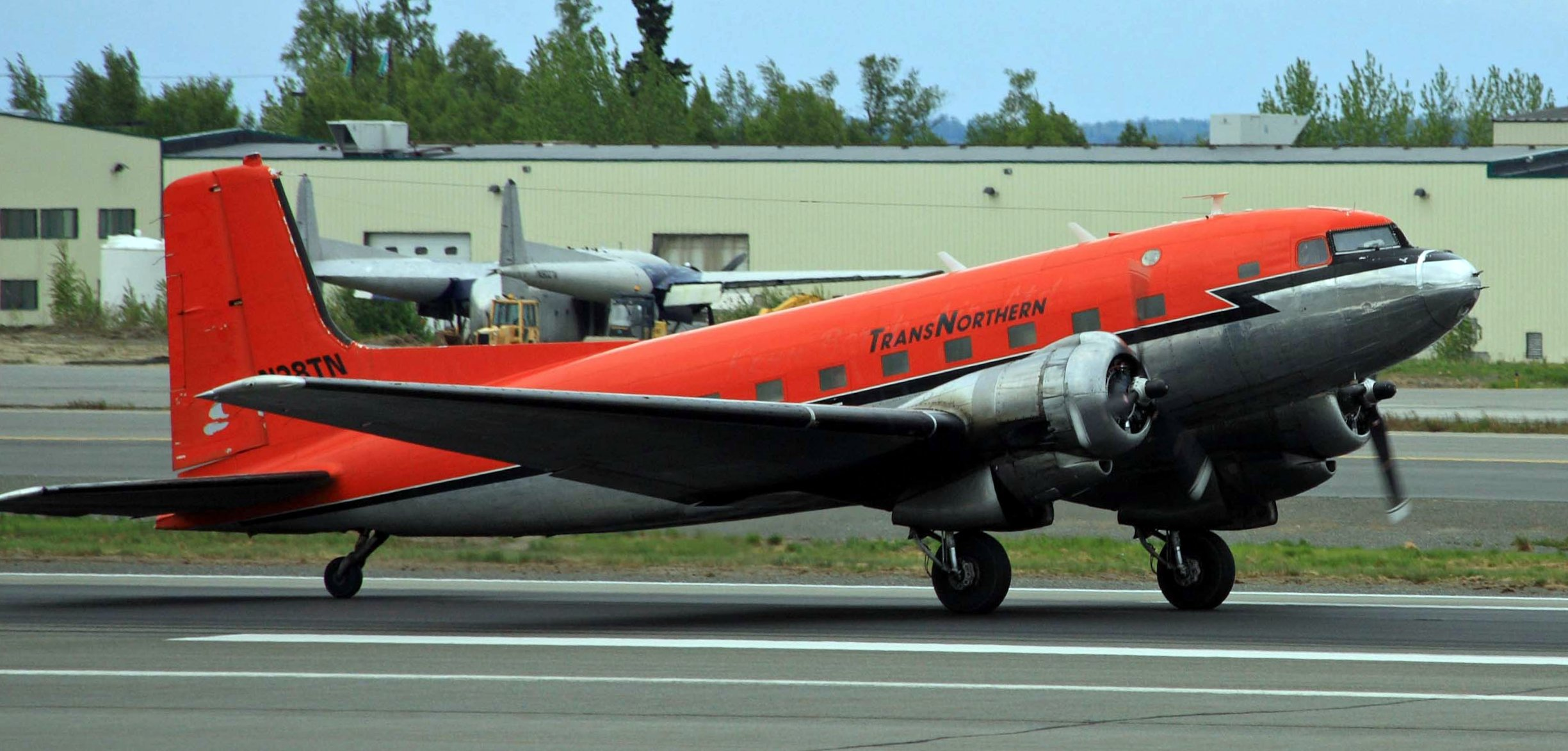
Douglas DC-3.
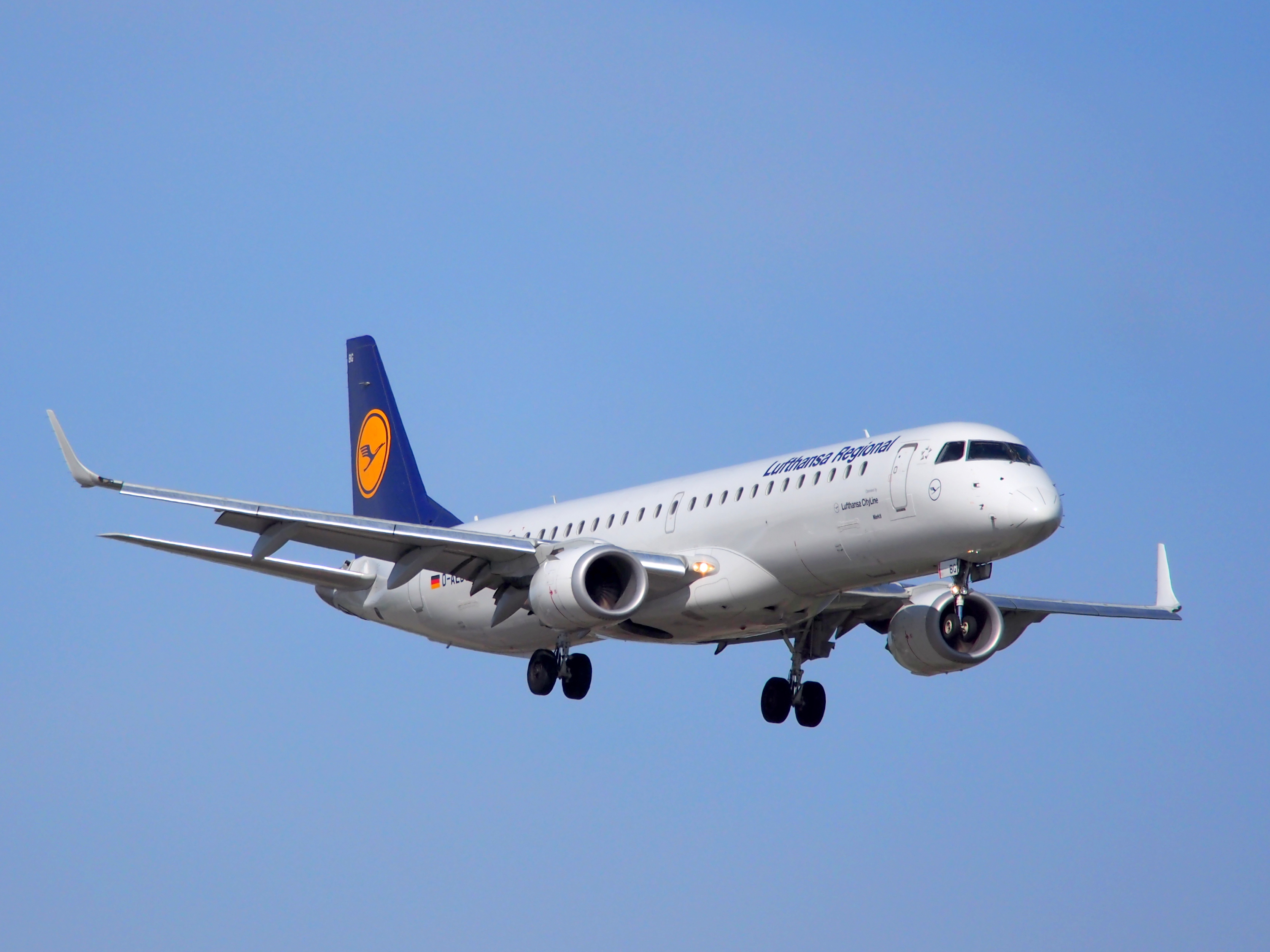
Embraer 195
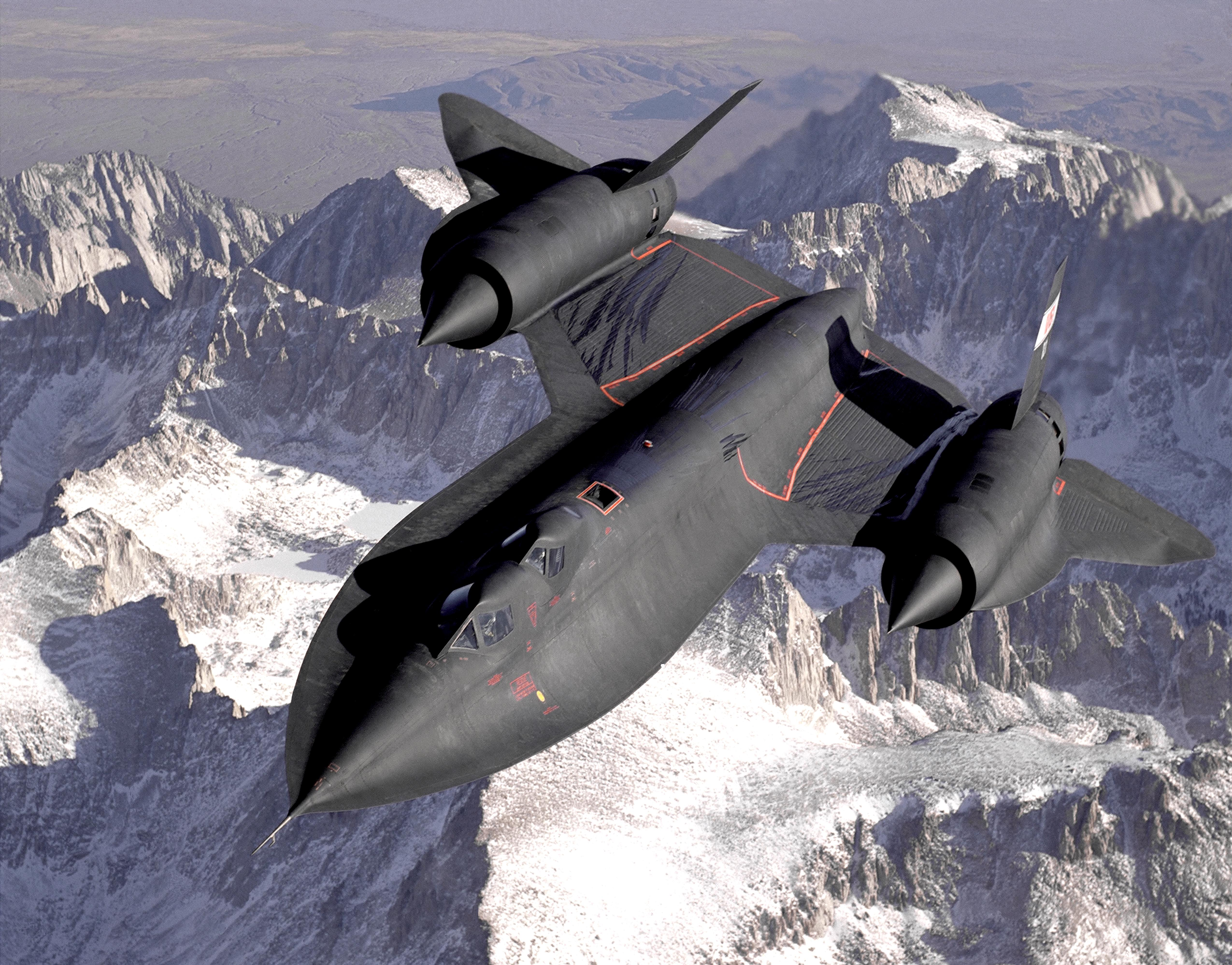
SR-71 Blackbird